# The Sydney Morning Herald
Pour les articles homonymes, voir Herald.
The Sydney Morning Herald est un journal australien de grand format publié quotidiennement à Sydney.
Il est en concurrence directe avec le deuxième journal paraissant à Sydney, The Daily Telegraph, appartenant à Rupert Murdoch.
Le Sydney Morning Herald est réputé pour son intégrité journalistique et ses éditoriaux politiquement modérés[réf. nécessaire].

## Histoire
Le Sydney Morning Herald voit le jour le lundi 18 avril 1831 sous le titre The Sydney Herald, constituant le plus ancien journal australien. 
Il n'est alors constitué que d'une feuille de quatre pages qui dispense outre les informations de la colonie et de la terre-mère, les annonces de particuliers, le prix des denrées sur le marché local ou encore des vers de poésie. 
À sa création, le journal adopte une devise tirée de l'œuvre The First Satire of the Second Book of Horace composée par le poète anglais Alexander Pope :
« In moderation placing all my glory, While tories call me Whig - and Whigs a Tory. » (Dans la modération est ma gloire, quand les Tories (conservateurs monarchiste anglais) me disent Whig (réformateurs parlementaires britanniques), les Whigs me disent Tory)

## Contributeurs notables

### Plus à gauche
- David Marr
- Michael Leunig

### Conservateurs
- Miranda Devine
- Gerard Henderson